# Malaysia International
Die Malaysia International, auch Malaysia Satellite, Malaysia Asian Satellite oder Malaysia International Challenge betitelt, sind offene internationale Meisterschaften von Malaysia im Badminton. Das Turnier ist nicht zu verwechseln mit den höherrangigen Malaysia Open oder der niedriger eingestuften Malaysia International Series.

## Sieger
| Saison    | Herreneinzel                  | Dameneinzel              | Herrendoppel                       | Damendoppel                                  | Mixed                                    |
| --------- | ----------------------------- | ------------------------ | ---------------------------------- | -------------------------------------------- | ---------------------------------------- |
| 1997      | Marleve Mainaky               | Ellen Angelina           | Ade Lukas Ade Sutrisna             | Upi Chrisnawati Angeline de Pauw             | Rosman Razak Joanne Quay                 |
| 1998      | James Chua                    | Woon Sze Mei             | Pang Cheh Chang Cheah Soon Thoe    | Norhasikin Amin Joanne Quay                  | Pang Cheh Chang Norhasikin Amin          |
| 1999      | Ismail Saman                  | Woon Sze Mei             | Rosman Razak Tan Kim Her           | Sathinee Chankrachangwong Thitikan Duangsiri | Rosman Razak Norhasikin Amin             |
| 2000      | nicht ausgetragen             | nicht ausgetragen        | nicht ausgetragen                  | nicht ausgetragen                            | nicht ausgetragen                        |
| 2001      | Muhammad Hafiz Hashim         | Liu Fan Frances          | Jeremy Gan Ng Kean Kok             | Li Yujia Cheng Jiao                          | Chen Jibin Cheng Jiao                    |
| 2002      | Park Tae-sang                 | Lee Jong-boon            | Ha Tae-kwon Kim Dong-moon          | Chung Jae-hee Yim Kyung-jin                  | Ha Tae-kwon Lee Kyung-won                |
| 2003      | Lee Chong Wei                 | Li Wenyan                | Koo Kien Keat Gan Teik Chai        | Aki Akao Tomomi Matsuda                      | Fong Chew Yen Gan Teik Chai              |
| 2004      | Nguyễn Tiến Minh              | Maria Kristin Yulianti   | Chew Choon Eng Choong Tan Fook     | Fong Chew Yen See Phui Leng                  | Daniel Shirley Sara Runesten-Petersen    |
| 2005      | Shon Seung-mo                 | Bae Seung-hee            | Zakry Abdul Latif Gan Teik Chai    | Meiliana Jauhari Purwati                     | Fong Chew Yen Gan Teik Chai              |
| 2006      | Jeffer Rosobin                | Sutheaswari Mudukasan    | Ong Soon Hock Tan Bin Shen         | Jung Youn-kyung Kim Min-jung                 | Shin Baek-cheol Kim Min-jung             |
| 2007      | Sairul Amar Ayob              | Porntip Buranaprasertsuk | Chang Hun Pin Chan Peng Soon       | Haw Chiou Hwee Lim Pek Siah                  | Ng Hui Lin Lim Khim Wah                  |
| 2008      | Kuan Beng Hong                | Febby Angguni            | Lin Woon Fui Goh V Shem            | Bae Seung-hee Park Sun-young                 | Mohd Lutfi Zaim Abdul Khalid Lim Yin Loo |
| 2009      | Chong Wei Feng                | Sapsiree Taerattanachai  | Lim Khim Wah Chan Peng Soon        | Rie Eto Yu Wakita                            | Tan Wee Kiong Woon Khe Wei               |
| 2010      | Tommy Sugiarto                | Ayane Kurihara           | Lim Khim Wah Goh V Shem            | Chin Eei Hui Lai Pei Jing                    | Lim Khim Wah Chong Sook Chin             |
| 2011      | Alamsyah Yunus                | Bellaetrix Manuputty     | Takeshi Kamura Keigo Sonoda        | Naoko Fukuman Kurumi Yonao                   | Tan Aik Quan Lai Pei Jing                |
| 2012      | Wisnu Yuli Prasetyo           | Lydia Cheah Li Ya        | Goh V Shem Teo Ee Yi               | Chow Mei Kuan Lee Meng Yean                  | Ong Jian Guo Woon Khe Wei                |
| 2013      | Arif Abdul Latif              | Hsu Ya-ching             | Selvanus Geh Alfian Eko Prasetya   | Asumi Kugo Yui Miyauchi                      | Alfian Eko Prasetya Shendy Puspa Irawati |
| 2014      | Lee Hyun-il                   | Chen Jiayuan             | Lin Chia-yu Wu Hsiao-lin           | Ayane Kurihara Naru Shinoya                  | Hafiz Faizal Shella Devi Aulia           |
| 2015      | Khosit Phetpradab             | Liang Xiaoyu             | Lin Chia-yu Wu Hsiao-lin           | Della Destiara Haris Rosyita Eka Putri Sari  | Bodin Isara Savitree Amitrapai           |
| 2016      | Panji Ahmad Maulana           | Sayaka Takahashi         | Chooi Kah Ming Low Juan Shen       | Chow Mei Kuan Lee Meng Yean                  | Goh Soon Huat Shevon Jemie Lai           |
| 2017      | Iskandar Zulkarnain Zainuddin | Ruselli Hartawan         | Goh Sze Fei Nur Izzuddin           | Misato Aratama Akane Watanabe                | Hiroki Okamura Naru Shinoya              |
| 2018      | Hsueh Hsuan-yi                | Wang Zhiyi               | Mohammad Ahsan Hendra Setiawan     | Soong Fie Cho Tee Jing Yi                    | Chen Tang Jie Peck Yen Wei               |
| 2019      | Cheam June Wei                | Wang Zhiyi               | Hiroki Midorikawa Kyohei Yamashita | Natsu Saito Naru Shinoya                     | Dong Weijie Chen Xiaofei                 |
| 2020 2021 | nicht ausgetragen             | nicht ausgetragen        | nicht ausgetragen                  | nicht ausgetragen                            | nicht ausgetragen                        |
| 2022      | Justin Hoh                    | Yulia Yosephine Susanto  | Muhammad Haikal Nur Izzuddin       | Jin Yujia Crystal Wong Jia Ying              | Hoo Pang Ron Teoh Mei Xing               |
| 2023      | Minoru Koga                   | Miho Kayama              | Takuto Inoue Masayuki Onodera      | Lin Chih-chun Sung Yu-hsuan                  | Hoo Pang Ron Cheng Su Yin                |
| 2024      | Minoru Koga                   | Riko Gunji               | Solomon Padiz Julius Villabrille   | Naru Shinoya Nao Yamakita                    | Amri Syahnawi Nita Violina Marwah        |
| 2025      | Eogene Ewe                    | Devika Sihag             | Keiichiro Matsui Katsuki Tamate    | Jeon Jui Kim Ha-na                           | Tan Zhi Yang Nicole Tan                  |